# 신코베

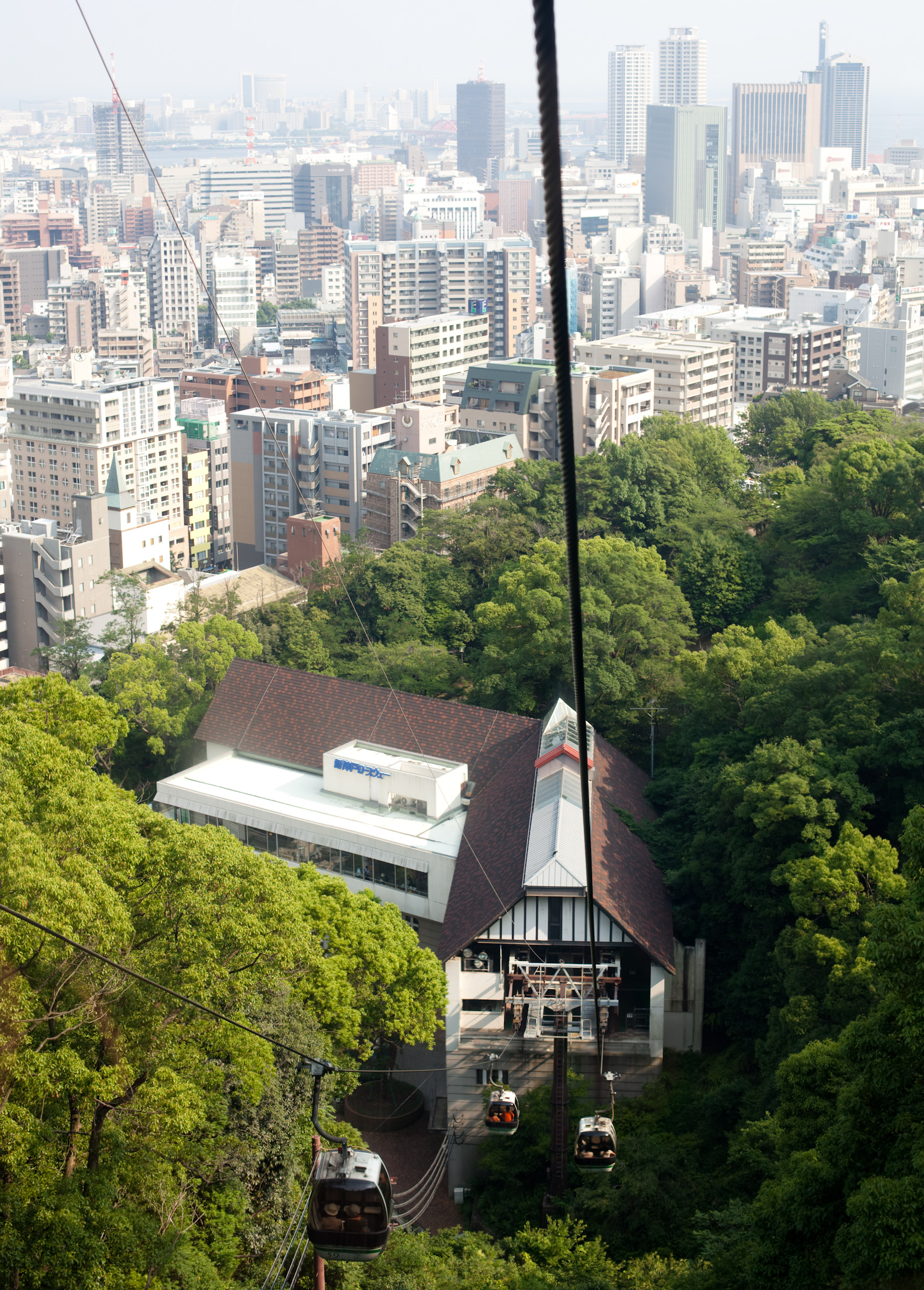
신코베 로프웨이에서 바라본 신코베

신코베(일본어: 新神戸)는 일본 효고현 고베시 주오구 신코베역을 중심으로 한 주변 지역이름이다.